# Santé en Corée du Nord

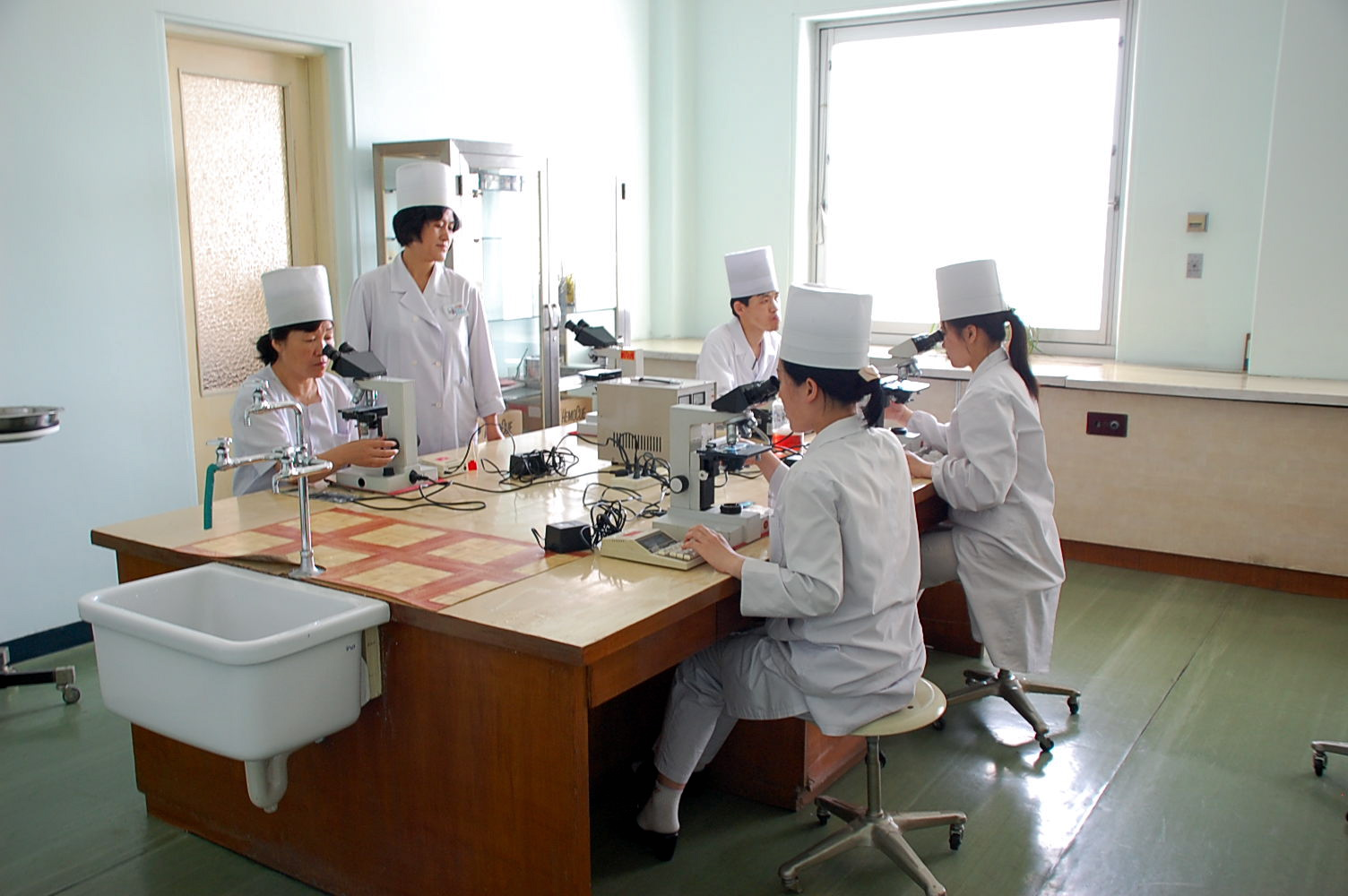
Personnel de l'hôpital de maternité de Pyongyang.

En 2020, l'espérance de vie d'un adulte en Corée du Nord est de 72 ans. Bien que la Corée du Nord est classée comme un pays à revenu faible, la structure des causes de décès de la Corée du Nord est différente de celle des autres pays de la même catégorie. Les causes de décès principales sont semblables au reste du monde. Par exemple, les maladies cardiovasculaires représentant les deux tiers du nombre total de décès.
Une étude de 2013 alerte cependant que le plus grand obstacle à l'appréciation de l'état de santé des Nord-Coréens est le manque de données fiables.
La Corée du Nord affirme fournir à ses habitants des soins universels et gratuits au niveau national et un système d'assurance maladie. Cette affirmation est régulièrement contestée. Les organisations humanitaires affirment que l'accès à un système de santé est payant, et, que les classes supérieures ont accès à un niveau de soins plus élevé que les classes moyennes et pauvres. Un article paru dans NK News décrit l'accès au système de santé comme « La richesse des patients détermine ceux qui vivent et ceux qui meurent ».
En 2001, la Corée du Nord alloue 3 % de son produit intérieur brut (PIB) aux dépenses de santé. À compter des années 1950, le pays améliore son système de sante. Entre 1955 et 1986, le nombre d'hôpitaux passe de 285 à 2 401 et le nombre de cliniques de 1 020 à 5 644. L'accès aux établissements de santé et aux pharmacies est plus facile en ville.
La plupart des hôpitaux qui existent aujourd'hui dans le pays ont été construits dans les années 1960 et 1970. Pendant le règne de Kim Il-sung, des bilans de santé obligatoires et des programmes de vaccination sont mis en place. Le pays compte un nombre élevé de médecins, malgré un manque d'infirmiers. L'infrastructure médicale est relativement efficace pour la médecine préventive, mais moins pour le traitement des affections les plus exigeantes. Depuis 1979, l'accent est mis sur l'utilisation de la médecine traditionnelle coréenne, basée sur l'utilisation des herbes et de l'acupuncture. Un réseau national de télémédecine est lancé en 2010. Il relie le Kim Man-yu Hospital (ja) à Pyongyang et 10 installations médicales de province.
Le système de santé de la Corée du Nord souffre d'un manque profond de financement à partir des années 1990 en raison de catastrophes naturelles, de problèmes économiques et de pénuries alimentaires et énergétiques. En 2001, de nombreux hôpitaux et cliniques de Corée du Nord manquent de médicaments, d'équipements et d'eau courante en raison de l'embargo économique et du blocus imposés par les États-Unis et la communauté internationale. Les pénuries d'électricité restent un problème courant. Certaines installations possèdent cependant des générateurs pour répondre à la demande durant les pannes de courant.
En 2010, l'Organisation mondiale de la santé (OMS) décrit le système de santé comme « the envy of the developing world » tout en reconnaissant que des défis subsistaient, notamment en raison des infrastructures vieillissantes, d'un manque d'équipement, de la malnutrition et d'une pénurie de médicaments. L'OMS contredit ainsi un rapport antérieur d'Amnesty International qui décrivait des « hôpitaux fonctionnant à peine ». Plusieurs détracteurs du système de santé nord-coréen affirment quant à eux que les hôpitaux fonctionnent sans chauffage ni électricité et des médecins sont contraints de travailler à la lampe de poche ou à la bougie. D'après eux, les médecins effectueraient des opérations sans anesthésie, les patients seraient contraints de payer pour le bois de chauffage ou d'utiliser un chauffage de fortune en brûlant du bois à l'intérieur de plaques d'acier. Certaines sources affirment qu'un système médical gratuit de médecine préventive était disponible pour tous les citoyens sous Kim Il-sung, mais que ce système n'est plus disponible aujourd'hui,.
En 2020, la construction d'un nouvel hôpital à Pyongyang débute : l'hôpital général de Pyongyang. Il se situe devant le monument à la fondation du parti. Ce nouvel hôpital s'inscrit dans un programme d'amélioration du système de santé.

## État de santé

Évolution de l'espérance de vie en Corée du Nord et en Corée du Sud (pour comparaison).

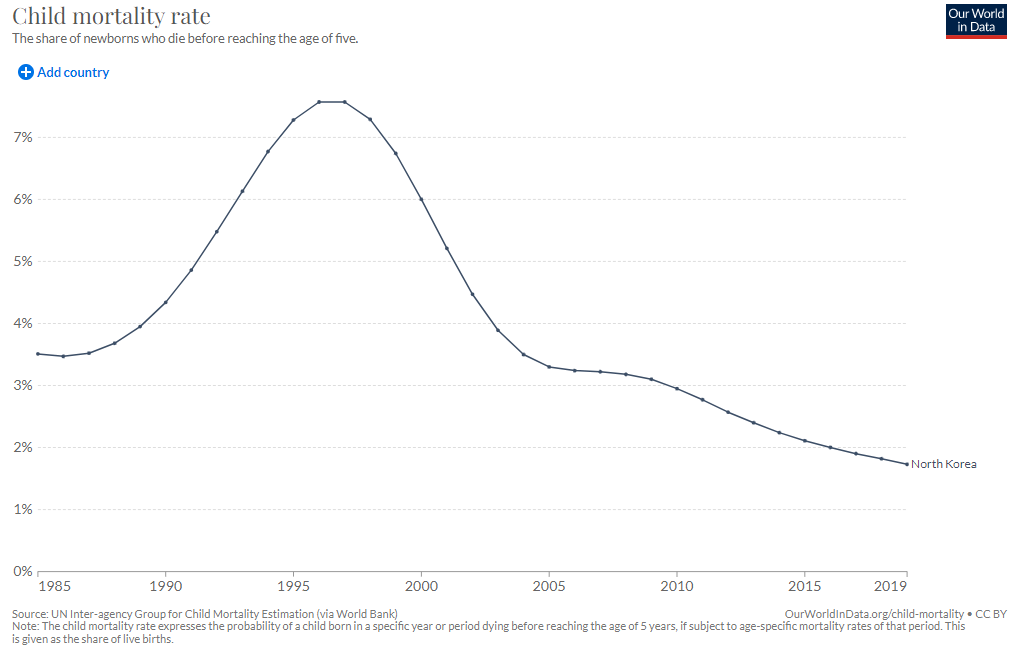
Évolution de la mortalité infantile en Corée du Nord depuis 1960.

### Espérance de vie
La Corée du Nord a une espérance de vie de 71,69 ans en 2016 et de 72 ans en 2020.
| Période     | Femmes | Hommes | Global |
| ----------- | ------ | ------ | ------ |
| 1950 - 1955 | 43,16  | 32,57  | 37,60  |
| 1955 - 1960 | 52,54  | 47,03  | 49,88  |
| 1960 - 1965 | 54,55  | 48,37  | 51,63  |
| 1965 - 1970 | 60,06  | 53,89  | 57,24  |
| 1970 - 1975 | 64,59  | 58,24  | 61,73  |
| 1975 - 1980 | 67,86  | 61,51  | 65,04  |
| 1980 - 1985 | 69,83  | 63,53  | 67,06  |
| 1985 - 1990 | 71,33  | 65,02  | 68,59  |
| 1990 - 1995 | 73,31  | 65,81  | 70,02  |
| 1995 - 2000 | 67,39  | 59,25  | 63,49  |
| 2000 - 2005 | 71,46  | 64,18  | 68,06  |
| 2005 - 2010 | 71,75  | 64,80  | 68,44  |
| 2010 - 2015 | 74,10  | 67,17  | 70,79  |
| 2015 - 2020 | 75,42  | 68,30  | 71,97  |
| 2020 - 2025 | 76,37  | 69,26  | 72,89  |
| 2025 - 2030 | 77,26  | 70,21  | 73,80  |
| 2030 - 2035 | 78,07  | 71,14  | 74,66  |
| 2035 - 2040 | 78,84  | 72,07  | 75,50  |
| 2040 - 2045 | 79,57  | 73,00  | 76,31  |
| 2045 - 2050 | 80,27  | 73,94  | 77,13  |
| 2050 - 2055 | 80,93  | 74,86  | 77,91  |
| 2055 - 2060 | 81,58  | 75,82  | 78,72  |
| 2060 - 2065 | 82,21  | 76,79  | 79,51  |
| 2065 - 2070 | 82,81  | 77,75  | 80,30  |
| 2070 - 2075 | 83,42  | 78,72  | 81,08  |
| 2075 - 2080 | 84,01  | 79,67  | 81,85  |
| 2080 - 2085 | 84,57  | 80,59  | 82,59  |
| 2085 - 2090 | 85,14  | 81,43  | 83,29  |
| 2090 - 2095 | 85,69  | 82,17  | 83,92  |
| 2095 - 2100 | 86,24  | 82,85  | 84,53  |

### Malnutrition
Au cours des années 1990, la Corée du Nord est ravagée par la famine, causant la mort de 500 000 à 3 000 000 de personnes. Les pénuries alimentaires se poursuivent aujourd'hui, avec des causes diverses, tels que la météo, le manque d'engrais et la diminution des aides internationales. Une étude sur les Nord-Coréens en 2008 révèle que les trois quarts des répondants réduisent leur consommation alimentaire par manque de nourriture. L'extrême pauvreté est également un aggravateur de la situation à laquelle sont confrontés les Nord-Coréens. 27 % de la population vit au niveau ou en dessous du seuil de pauvreté absolue avec moins de 1 dollar US par jour.
Ces pénuries alimentaires provoquent un certain nombre de maladies liées à la malnutrition. Un rapport de l'UNICEF de 2009 affirme que la Corée du Nord est « Un des 18 pays ayant la prévalence la plus élevée de retard de croissance (modéré et sévère) chez les enfants de moins de 5 ans ». Une enquête menée en 2017 révèle que moins de 20 % des enfants nord-coréens présentent un retard de croissance, contre 32 % en 2009.

### Assainissement des eaux
Une enquête menée en 2017 révèle que la majorité des habitants ont accès à des toilettes, mais que 93 % des installations sanitaires n'étaient pas raccordées à un système d'égouts. Le rapport indique que, dans la plupart des cas, les excréments sont utilisés comme engrais dans les champs, créant un risque pour la santé de propager des vers intestinaux. L'enquête révèle également qu'un quart des habitants boivent potentiellement de l'eau contaminée.

### Ophtalmologie
En 2006, le chirurgien Gerd Auffarth du l'Heidelberg University Eye Hospital en Allemagne est autorisé à visiter le pays. Il est l'un des rares chirurgiens occidentaux à avoir opéré en Corée du Nord. Avant son arrivée à Pyongyang, il n'est autorisé à effectuer que cinq interventions chirurgicales, mais une fois arrivé à l'hôpital universitaire, le personnel l'autorise à en pratiquer dix-sept : une kératoplastie perforante à l'aide de tissu de donneur qu'il a importé d'Allemagne, trois implantations secondaires, et treize procédures de phacoémulsification. Toutes les procédures ont été menées avec une anesthésie locale. Il décrit son expérience en 2011 dans une vidéo intitulée Ophtalmologie derrière le rideau de fer : Chirurgie de la cataracte en Corée du Nord, affirmant que les conditions économiques locales ont conduit à des improvisations, notamment en raison de l'absence de dispositifs médicaux adaptés. Il déclare cependant qu'une fois l'adaptation a son environnement de travail effectué, l'enseignement et le travail clinique pouvaient être très efficaces et satisfaisants tant pour le chirurgien que pour le patient. À la suite de cette visite, en 2007, deux jeunes chirurgiens ophtalmologistes Nord-Coréens ont été autorisés à visiter Heidelberg et à y rester pendant six mois, acquérant une formation approfondie en chirurgie de la cataracte.
Sanduk Ruit, un autre ophtalmologiste Népalais s'est rendu en Corée du Nord pour opérer à la même période. L'institut népalais d'ophtalmologie Tilganga forme des praticiens nord-coréens en ophtalmologie.

### Maladies non transmissibles
Plusieurs facteurs expliquent le nombre de maladies non transmissibles en Corée du Nord. On retrouve notamment, un taux élevé d'urbanisation, une société vieillissante et un taux élevé de tabagisme et de consommation d'alcool chez les hommes.
Les maladies cardiovasculaires (en tant que groupe de maladies) sont la principale cause de décès en Corée du Nord en 2013.
54,8 % de tous les hommes adultes nord-coréens fument en moyenne quinze cigarettes par jour. La prévalence du tabagisme est légèrement plus élevée parmi la population active urbaine que parmi la population agricole. Chez les hommes, un taux élevé de consommation excessive d'alcool a été signalé par l'Organisation mondiale de la santé. Elle est définie comme la consommation de plus d'une bouteille, par jour et par personne (26,3 % des hommes).
Le gouvernement nord-coréen fait de la prévention des maladies non transmissibles un priorité dans son plan stratégique national pour la prévention et le contrôle des maladies non transmissibles entre 2014 et 2020. Le gouvernement a ratifié en 2005 la convention-cadre de l'OMS pour la lutte antitabac. À partir de 2022, la priorité est donnée à la prévention du diabète.

### Santé bucco-dentaire

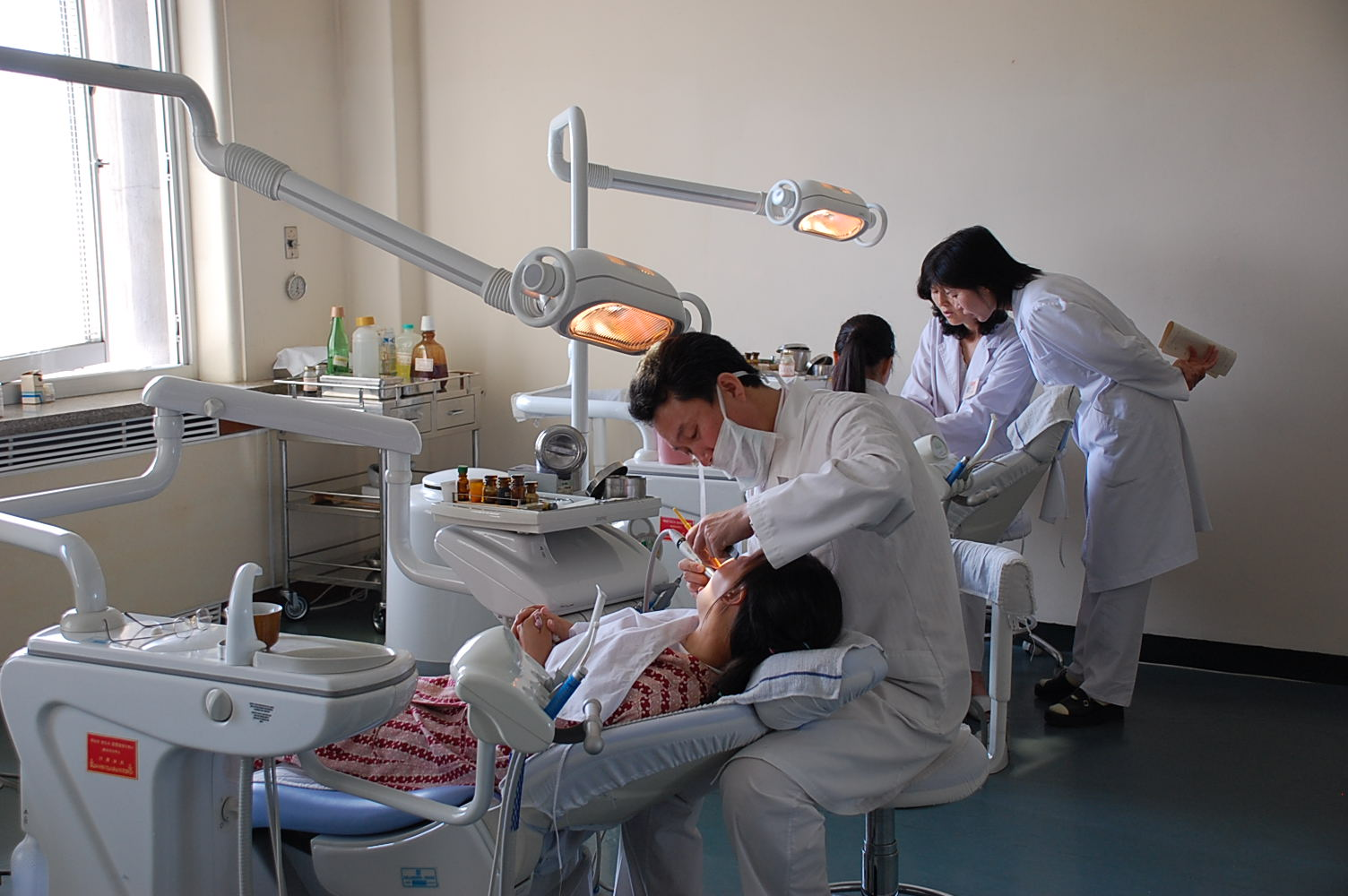
Une clinique dentaire à la maternité de Pyongyang.

Par le passé, les Nord-Coréens avaient peu de problèmes de santé dentaire car leur alimentation comprenait peu de sucre. Depuis les années 2000, le sucre a été introduit dans l'alimentation sous forme de confiseries et de snacks sucrés, notamment en milieu urbain. Le dentifrice est, par ailleurs, rarement utilisé.

### Maladies infectieuses
En 2003, des maladies infectieuses, telles que la tuberculose, le paludisme et l'hépatite B, ont été décrites comme endémiques en Corée du Nord. On estime que 4,5 % des Nord-Coréens avaient l'hépatite B en 2003.
En 2009, la pandémie de grippe en Asie a touché le pays.
En 2010, Amnesty International signale que la Corée du Nord connait une épidémie de tuberculose, avec 5 % de la population infectée par la maladie. Cette pandémie est probablement due à la « détérioration générale de l'état de santé et de nutrition de la population ainsi qu'à la dégradation des services de santé publique ».
En 2010, les infections à l'origine de pneumonies et de diarrhées étaient les principales causes de décès chez les enfants. En 2009, un tiers des enfants en âge d'être scolarisé ont des maladies causées par des parasites intestinaux.

#### Covid-19
En 2020, la Corée du Nord est un des premiers pays à fermer ses frontières et à prendre des mesures en raison de la pandémie de Covid-19. Le 2 avril 2020, le représentant de l'OMS en Corée du Nord signale que 709 personnes ont été testées négatives, et que 509 personnes étaient en quarantaine.

#### Virus du Sida
Le gouvernement de Corée du Nord a toujours affirmé que la Corée du Nord était totalement exempte de SIDA,,. Selon l'ONUSIDA, moins de 0,2 % de la population adulte de la Corée du Nord était séropositive en 2006. En 2018, le bureau nord-coréen de l'OMS déclare qu'aucun cas de séropositivité n'a été signalé dans le pays.
Une étude de 2002 révèle que les habitants sont raisonnablement informés sur le SIDA. Plus des deux tiers connaissent les moyens de se protéger contre cette infection, et qu'il n'y a que peu d'idées reçues sur ce sujet. Cependant, selon le Fonds des Nations Unies pour la population en 2001, le personnel hospitalier est parfois mal sensibilisé sur le sujet. Les voyages à travers la frontière Chinoise sont considérés comme un facteur de risque,.
En 2011, la Corée du Nord dépense 1 000 000 dollars pour la prévention du VIH, comme les années précédentes. La même année, la Corée du Nord reçoit 75 000 dollars d'aide internationale pour lutter contre le VIH. Il existe des centres de dépistage et des cliniques, mais aucune thérapie antirétrovirale n'est disponible en 2006.
La Corée du Nord a des lois répressives concernant certaines populations exposées au VIH. Selon l'ONUSIDA, de telles lois peuvent conduire à une stigmatisation des personnes porteuses du VIH et limiter l'accès aux traitements. La Corée du Nord pénalise la prostitution. Certains crimes liés à la drogue sont passibles de la peine capitale. En revanche, les toxicomanes ne sont pas soumis forcément soumis à la détention en prison. Les relations homosexuelles entre hommes adultes consentants ne sont pas officiellement illégales. La Corée du Nord expulse cependant régulièrement les touristes après avoir découvert qu'ils sont séropositifs.